# Kašteljerska kultura
Narod Istre gradine naziva „kašteljeri“, pa je i kultura vezana uz te gradine nazvana kašteljerskom.
Istraživanja oko Trsta datiraju početak kašteljerske kulture u srednje brončano doba, no postoje indicije da njezin početak, tj. početak podizanja kašteljera u Istri treba datirati još u razvijenu fazu ranog brončanog doba.
Kašteljerska kultura svoje je središte imala u Istri. Teško je odrediti dokle je na sjever dopirala: svakako do Furlanije (Čedada), ali nije jasno koliko duboko je bila proširena u unutrašnjost.
Ostaci srednjebrončanodobnih gradina koje se pripisuju kašteljerskoj kulturi uglavnom leže ispod željeznodobnih nadgradnji, koje su obično znatno oštetile ranije brončanodobne građevne faze tih gradina, na kojima se stoljećima živjelo u kontinuitetu.
Svakako, naseljavanje gradina je posljedica i odraz nesigurnih vremena koja su prisiljavala stanovništvo na život na lako branjivim mjestima.
Fortifikacije na gradini Makadanj (Monkodonja) sustavno su istražene i pokazale su visok stupanj koncepcije i izvedbe obrambene arhitekture u srednje brončano doba. Monkodonjski ulazi u gradinu imaju nekoliko građevnih faza, koje odražavaju detaljno promišljen sustav obrane. Na Monkodonji su otkrivene i pravokutne kuće nanizane u guste radove.
Pokapanje se u kašteljerskoj kulturi na tlu Slovenije vršilo u grobnim humcima koji leže po uzvisinama. Uvijek su građeni od kamena, a uglavnom imaju jedan skeletni grob okružen kamenim pločama.
Na lokalitetu Mali Sveti Anđeo kod Poreča nalaze se ostaci tholosa, ili pak megalitske konstrukcije, koji također spadaju u srednje brončano doba, te su ih možda podigle ruke prvih stanovnika kašteljera.
Na gradini Vrčin kod Vodnjana živjelo se već u srednje, a posebno intenzivno na početku kasnog brončanoga doba. Iz tog su perioda i grobnice tipične za taj period u Istri, načinjene od kamenih ploča i položene u prostor između vijenca višestrukih obrambenih bedema, u blizini ulaza u gradinu. Više grobova zajedno bilo je ograđeno suhozidnim ogradama i tvorilo grobna polja, koja su vjerojatno pripadala različitim obiteljima. 
Čini se da u to vrijeme nestaju grobni humci, te da ova promjena odražava dublje društvene promjene. U grobovima su uglavnom nađeni skromni prilozi, ali i jantarne perle, koje dokazuju trgovinu Jadrana s Baltikom (i) u tom vremenskom razdoblju.